# Campylomyza magna
Campylomyza magna är en tvåvingeart som beskrevs av Marshall 1896. Campylomyza magna ingår i släktet Campylomyza och familjen gallmyggor. Inga underarter finns listade i Catalogue of Life.